# Успенски район
Успенски район (на казахски: Успен ауданы) е съставна част на Павлодарска област, Казахстан, с обща площ 5449 км2 и население 11 923 души (по приблизителна оценка към 1 януари 2020 г.).
Административен център е село Успенка.